# Alice Smeets
Alice Smeets (* 5. Juli 1987 in Eupen) ist eine belgische Dokumentarfotografin. 2008 gewann sie den internationalen Wettbewerb UNICEF-Foto des Jahres.

## Leben
Smeets besuchte die Schule in Eupen und machte dort 2005 das Abitur. Ihr Interesse an der Fotografie entdeckte sie 2006. Ein in Lüttich begonnenes Studium der Fotografie unterbrach sie nach einem Jahr, um zum ersten Mal nach Haiti zu reisen und dort zu fotografieren. Nach einem Workshop in New York bot ihr der Waliser Fotojournalist Philip Jones Griffiths, ehemals Präsident der renommierten Agentur Magnum Photos und bekannt vor allem für seine Vietnamkriegs-Bildreportagen, eine Stelle als persönliche Assistentin an.
Seit 2008 gehört Smeets dem belgischen Fotografen-Kollektiv Out of Focus an. Ihre Bilder wurden u. a. bei der Photokina 2008 in Köln und als Projektionen beim „Visa pour l’image“ im selben Jahr in Perpignan gezeigt. Im Jahr 2008 besuchte Smeets Haiti erneut. Mit ihren Bildern will Smeets den Blicke des Betrachters auf die Situation der in größter Armut lebenden Menschen lenken. Zwei Jahre später machte sie ihren Masterabschluss auf der University of Arts, London.
Am 18. Dezember 2008 gewann Alice Smeets den internationalen „UNICEF-Foto-des-Jahres“-Wettbewerb, der von UNICEF Deutschland organisiert wird. Sie war mit 21 Jahren die jüngste Gewinnerin des UNICEF-Fotowettbewerbs, der seit 2000 weltweit ausgeschrieben wird. Insgesamt wurden 1450 Bilder von 128 Fotografen aus 31 Ländern eingereicht.
Das prämierte Foto zeigt ein Mädchen aus Port-au-Prince, das mit einem weißen Kleid und weißen Schleifchen in den zu Zöpfen geflochtenen Haaren durch knöcheltiefe Pfützen voll Dreck und Unrat läuft. Hinter dem Kind sieht man zwei schwarze Schweine, die im Müll nach Nahrung suchen. Im Hintergrund erkennt man die rostigen, windschiefen Wellblechhütten des Slums Cité Soleil. „Das Bild führt uns den Lebensmut und die Energie eines Mädchens vor Augen, das mitten im Elend aufwächst“, so die Unicef-Schirmherrin Eva Luise Köhler bei der Preisverleihung in Berlin. Das Mädchen auf dem Foto hat die schweren Erdbeben in Haiti im Januar 2010 überlebt.
Smeets wurde zur Präsidentin des belgischen, gemeinnützigen Vereins VIV TIMOUN gewählt, der Projekte auf Haiti ins Leben ruft. Im Jahr 2011 organisierte sie einen Fotoworkshop namens „Eyes on Haiti“ und brachte gemeinsam mit fünf weiteren freiwilligen Fotografen zwanzig jungen, erwachsenen Haitianern den Beruf des Fotografen bei.
Gemeinsam mit dem Kameramann Frederic Biegmann brachte Smeets 2014 einen Dokumentarfilm namens AIDependence heraus, der vom negativen Einfluss der internationalen Hilfsorganisationen auf die haitianische Bevölkerung berichtet, seine Premiere auf dem Filmfestival FIPA in Biarritz hatte und unter anderem auch auf dem  Festival Traces de Vies in Clermont-Ferrand sowie auf dem zehnten Festival International du Film Black de Montréal (Montreal International Black Film Festival) in Montreal aufgeführt wurde, das seine Schwerpunkte auf afrikanischen und afroamerikanischen, darunter auch haitianischen Themen hat.
Ein Jahr später schuf und veröffentlichte sie das künstlerische Fotoprojekt „The Ghetto Tarot“, in dem sie die Szenen der traditionellen Tarotkarten im haitianischen Slum nachstellte. Die Fotoserie gewann internationale Aufmerksamkeit, wurde in acht verschiedenen Ländern ausgestellt und gewann den internationalen Wettbewerb „Sacred Fire Award of Gente di Fotografia“ im selben Jahr.
Im Jahr 2016 veröffentlichte der Verlag Lammerhuber ein Buch mit der Fotoserie „Ghetto Tarot“, das den internationalen Preis „One Eyeland Awards, Photobook of the Year 2016“ gewann. Im selben Jahr gewann Smeets den Preis „One Eyeland Awards, Photographer of the Year 2016“.
Darüber hinaus ist Smeets Co-Entwicklerin der Website „A Whole New High“, die sich zum Ziel gemacht hat, über die positiven Effekte psychedelischer Substanzen zu berichten. Zusammen mit Kerrie O’Reilly organisiert sie Psilocybin Retreats in den Niederlanden.

## Auszeichnungen
- One Eyeland Awards, Photobook of the Year 2016
- One Eyeland Awards, Photographer of the Year 2016
- Sacred Fire Award of Gente di Fotografia, 2015
- Aachener Zeitungs-Ente des Bezirksvereins Aachener Presse 2013
- 3. Preis, Multimedia Portfolio, Picture of the year international 2011
- Preisträgerin der Fondation belge da la Vocation 4/2009 (soziales Engagement junger Menschen)[9]
- UNICEF – Foto des Jahres 2008
- Canon Profifoto Förderpreis 01/2008
- Finalistin des Inge Morath Award 2008[10]

## Ausstellungen (Auswahl)
- Ghetto Tarot, Solo Exhibition, Schlachthof Eupen. / Belgien, 2016
- GHETTO TAROT, Start Art Fair, London / UK (ARTCO Gallery), 2015
- GHETTO TAROT, Solo exhibition, ARTCO Gallery, Aachen / Deutschland, 2015
- Ghetto Tarot, Fotofestival Encontros da Imagem, Braga / Portugal, 2015
- Ghetto Tarot, Photoville festival, New York / USAGhetto Tarot, Photofestival Leiden / Niederlande, 2015
- Ghetto Tarot projection, Angkor Watt Photofestival / Kambodscha, 2015
- Ghetto Tarot, Photolux Festival, Lucca / Italien, 2015
- One Game – Everywhere, ARTCO Gallery, Aachen / Deutschland, 2014
- Premier of AIDEPENDENCE, official selection FIPA festival, Biarritz / Frankreich, 2014
- AIDependence, official selection film festival Docville, Louvain, Belgien, 2014
- AIDependence, official selection, international black film festival, Montreal / Kanada, 2014
- Joburg Art Fair, Johannesburg / Südafrica (ARTCO Gallery), 2013
- The Sour Taste of Sugar, ARTCO Gallery, Aachen / Deutschland, 2013
- Haiti, Galerie Verhaeren, Brussels / Belgien, 2012
- EUREGIO Fotosalon, Museum Zinkhütter Hof, Stolberg / Deutschland 2012
- Gruppenausstellung Here and Now, Mai 2011 in London
- Die Nacht, Gruppenausstellung von 7 Künstlern in der TUFA, Trier. / Deutschland, Januar, Februar 2010
- Haiti Chérie, ARTCO Galerie, Herzogenrath, Deutschland, Februar 2010
- One World – One Game, Joburg Art Fair, Kunstmesse Johannesburg, Südafrika, ARTCO Galerie, März 2010
- Du hast Recht! Kinder haben Rechte, Alice Smeets – Fotografie, Ludwig Forum für Internationale Kunst (Aachen), Deutschland, 2009
- Growing up in Haiti. Visa pour l’Image, Perpignan, Frankreich 2008
- Growing up in Haiti. Ausstellung in Zusammenarbeit mit Amnesty International in Hamburg, Deutschland Dezember 2008